# K. Sri Dhammananda

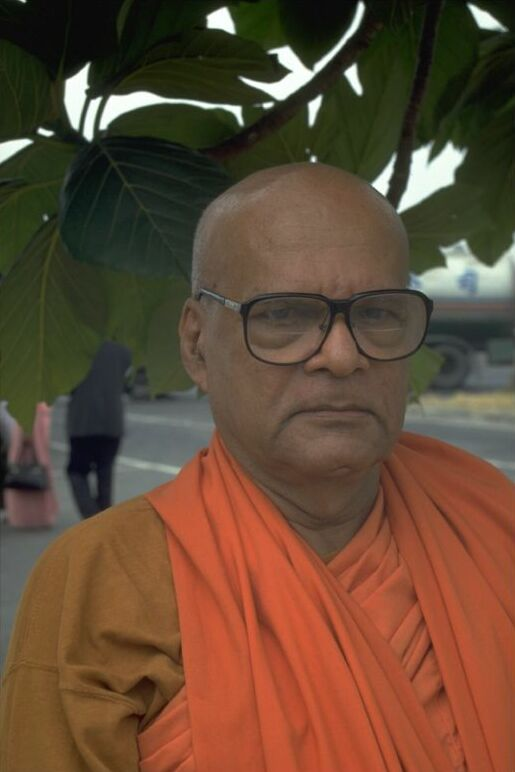
K. Sri Dhammananda.

K. Sri Dhammananda (1919 - 2006) fue un intelectual, monje y literato de Sri Lanka. Fue ordenado novicio (samanera) con 12 y monje en 1940.